# Przemysław Pietruszka
Przemysław Pietruszka (ur. 18 marca 1984 w Gryfinie) – polski piłkarz występujący na pozycji lewego obrońcy lub pomocnika. Aktualnie zawodnik amatorskiego klubu GKS Kołbaskowo-Przecław.

## Kariera
Pietruszka rozpoczynał karierę w Victorii 95 Przecław, gdzie spędził dwa lata. Następnie trafił na wypożyczenie do Floty Świnoujście, skąd po połowie sezonu wrócił do poprzedniego klubu. W 2006 roku ponownie przeniósł się do zespołu z wyspy Uznam. Potem już w barwach szczecińskiej Pogoni, rozegrał trzy spotkania w Pucharze Ekstraklasy jako testowany zawodnik, gdzie się początkowo nie przyjął i w latach 2007–2009 Pietruszka po raz kolejny grał we Flocie. W lipcu 2009 roku ostatecznie został zawodnikiem Pogoni Szczecin, gdzie spędził 4,5 roku. W trzecim sezonie występów awansował wraz z klubem do Ekstraklasy. Na początku 2014 roku podpisał kontrakt z Podbeskidziem, a następnie przeszedł do Chojniczanki.

## Sukcesy
- Awans do Ekstraklasy: 2011/12